# Panagiōtīs Pipinelīs
Panagiōtīs Pipinelīs (in greco: Παναγιώτης Πιπινέλης; Pireo, 21 marzo 1899 – 19 luglio 1970) è stato un politico e diplomatico greco, primo ministro ad interim della Grecia dal 17 giugno al 29 settembre 1963.

## Biografia
Dopo aver studiato Giurisprudenza e Scienze Politiche all'università di Zurigo e di Friburgo, nel 1922 entra nella carriera diplomatica greca.
Nel 1947 viene nominato Vice-Ministro degli Esteri, carica che ricopre fino all'anno successivo. Nel 1952 viene nominato rappresentante permanente presso la NATO. L'anno seguente si dimette dalla carriera diplomatica.
Dal 1961 al 1963 ricopre la carica di Ministro del Commercio del governo Karamanlis. Dopo le dimissioni di Karamanlis, Pipinelīs lo sostituisce per un breve periodo alla guida di un governo ad interim.
Il 20 novembre 1967, durante la dittatura militare viene nominato Ministro degli Esteri, carica che ricopre fino alla sua morte il 19 luglio 1970.
Fu membro della Massoneria.